# Pteronymia suesa
Pteronymia suesa är en fjärilsart som beskrevs av William Chapman Hewitson 1877. Pteronymia suesa ingår i släktet Pteronymia och familjen praktfjärilar. Inga underarter finns listade.